# Клюкувек
Клюкувек (пол. Klukówek) — село в Польщі, у гміні Сьверче Пултуського повіту Мазовецького воєводства.
Населення — 165 осіб (2011).
У 1975-1998 роках село належало до Цехановського воєводства.

## Демографія
Демографічна структура станом на 31 березня 2011 року:
|          | Загалом | Допрацездатний вік | Працездатний вік | Постпрацездатний вік |
| -------- | ------- | ------------------ | ---------------- | -------------------- |
| Чоловіки | 88      | 21                 | 64               | 3                    |
| Жінки    | 77      | 22                 | 40               | 15                   |
| Разом    | 165     | 43                 | 104              | 18                   |